# Русский совет 33 степени
Русский совет 33 степени — верховный совет Древнего и принятого шотландского устава, созданный во Франции, русскими масонами, членами Верховного совета Франции.

## Организационные структуры входившие в состав Русского совета 33 степени

### Ложи совершенствования(4—14°)
«Друзья любомудрия» № 542. Основана 10 июля 1925 года. Инсталлирована 19 июля 1926 года. Ложа создавалась для русских масонов, работавших по Древнему и принятому шотландскому уставу в 4-14 градусах. Работала первоначально под юрисдикцией Верховного совета Франции. Собрания проходили: в 1931—1939 годах в русском масонском доме на улице Иветт; в 1934 году также на квартире И. А. Кривошеина; в 1939 году в масонском храме по улице Пюто. Численность ложи за время её работы составила — 217 масонов.

### Капитул(15—18°)
«Астрея» № 495. Инициативная группа по созданию розенкрейцерского капитула русских масонов Древнего и принятого шотландского устава провела своё первое собрание на квартире Ф. Ф. Макшеева 21 декабря 1920 года. Смета капитула была обсуждена 26 февраля 1921 года. Разрешение на открытие капитула было получено от Верховного совета Франции в июне 1921 года. Одобрено создание капитула этой же инстанцией 25 января 1922 года. Основан капитул 15 ноября 1921 года, официально открыт 21 ноября 1921 года. Работал по третьим субботам месяца под юрисдикцией Верховного совета Франции в масонском храме на улице Пюто под. Первоначально предназначался для посвящения в 4-18 градусы, в 1925 году передал часть функций ложе совершенствования «Друзья любомудрия» и стал проводить посвящения только в 18 градус. В 1972—1974 году капитул собирался совместно с капитулом «Ле Тринитер» (основан 27 марта 1831 года, под юрисдикцией Верховного совета Франции под № 44), затем прекратил свою работу. Формально существовал до закрытия русских лож в Париже в 1979 году. Численность капитула за всё время его работ составила 123 масона.

### Ареопаг(19—30°)
«Ordo ab Chao» № 639. Основан 15 июня 1927 года. Открыт и начал работы 16 марта 1933 года. Русская мастерская 30 градуса Древнего и принятого шотландского устава, первоначально работавшая под юрисдикцией Верховного совета Франции. Собрания проходили в масонском храме на улице Иветт, каждую первую среду месяца по июль 1939 года. Ареопаг возобновил работы 9 июля 1945 года, на улице Пюто. Вероятно, прекратил свою деятельность до 1968 года, а оставшиеся члены ареопага присоединились к ареопагу «Лютеция». Численность ареопага составляла 60 масонов.

### Консистория(32°)
«Россия» № 563. Консистория основана 18 декабря 1926 года. Инсталлирована 10 февраля 1927 года. Объединяла русских масонов 32 градуса Древнего и принятого шотландского устава. Изначально работала под юрисдикцией Верховного совета Франции. До войны собрания проходили в масонском храме на улице Иветт. 8 сентября 1939 года прекратила работы всех русских лож впредь до особых распоряжений. После войны работала в храме Великой ложи Франции на улице Пюто. Численность консистории за всё время составила — 35 масонов.

### Верховный совет
«Русский совет 33 степени». Первое организационное собрание прошло 3 июня 1935 года. Разрешение на открытие, от Верховного совета Франции, было получено 19 декабря 1936 года. Датой официального начала работ
Русского совета считается 5 июня 1939 года. Члены совета входили в него пожизненно. Русский совет временно прекращал работу в 1945 году из-за позиции И. А. Кривошеина. Окончательно прекратил свои работы в 1962 году.
В Русский совет входило 19 масонов, посвящённых в 33° ДПШУ.

## Великие командоры Русского совета 33 степени
- Леонтий Дмитриевич Кандауров — 1935—1936
- Александр Васильевич Давыдов — 1937—1938
- Лев Викторович Гойер — в 1939 году (до кончины)
- Николай Лаврентьевич Голеевский — 1939—1946
- Дмитрий Николаевич Вердеревский — 1946—1947
- Пётр Андреевич Бобринский — 1947—1948

### Члены совета
- Аитов, Владимир Давидович — возведён в 33° в 1927 году. Казначей в 1937—1939 годах. Член совета по 1940 год.
- Беннигсен, Эммануил Павлович — возведён в 33° в 1931 году.
- Вяземский, Владимир Леонидович — член совета со дня основания. Знаменосец в 1937—1938 годах. Страж в 1939 году. Член совета по 1958 год.
- Ермолов, Борис Николаевич — член совета в 1956—1958 годах.
- Кривошеин, Игорь Александрович — возведён в 33° 4 ноября 1945 году. Член совета по 1947 год.
- Лианозов, Степан Георгиевич — возведён в 33° в последние дни жизни.
- Мамонтов, Александр Иванович — возведён в 33° 25 июня 1926 года. Член совета со дня основания.
- Мендельсон, Марк Самойлович — член совета с 19 марта 1939 года.
- Половцов, Пётр Александрович — возведён в 33° в 1933 году. Член совета со дня основания. Отсутствовал в 1937—1938 годах и в 1940—1946 годах. Знаменосец в 1939 году.
- Слиозберг, Генрих Борисович — возведён в 33° в 1924 году. Член совета со дня основания по 1937 год.
- Смирнов, Георгий Яковлевич — возведён в 33° 10 сентября 1966 года. Член совета (возможно, уже другого) по 1976 год.
- Товстолес, Григорий Николаевич — возведён в 33° 4 ноября 1945 года.
- Шереметев, Дмитрий Александрович — возведён в 33° в 1938 году. Обрядоначальник в 1939 году. Канцлер с 12 мая 1939 года.